# Arianna (nome)
Arianna  è un nome proprio di persona italiano femminile.

## Varianti
- Femminili: Ariana[5]
  - Ipocoristici: Ari
- Maschili: Arianno[3]

### Varianti in altre lingue
- Basco: Arene[7]
- Catalano: Ariadna[2][7]
- Croato: Arijana[2]
- Francese: Arianne[2], Ariane[2][5]
- Inglese: Ariadne, Ariana[2], Aryana[2], Arianna[2], Arienne[2]
- Greco antico: Ἀριάδνη (Ariadne)[1][2]
- Latino: Ariadna[1]
- Olandese: Ariane[2]
- Polacco: Ariadna[2]
- Portoghese: Ariana[2]
- Rumeno: Ariana
- Russo: Ариадна (Ariadna)[2]
- Spagnolo: Ariadna[2][7]
- Tedesco: Ariane[2]
- Ungherese: Ariadné

## Origine e diffusione

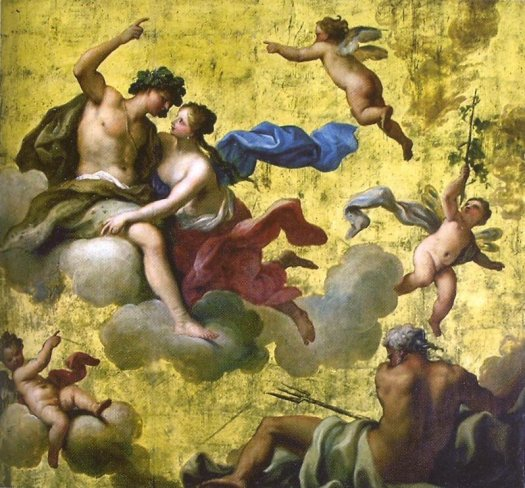
Bacco e Arianna, di Jerzy Siemiginowski-Eleuter

Arianna deriva, tramite il latino Ariadna, dal greco Ἀριάδνη (Ariàdne). Si tratta di un nome che, con tutta probabilità, è di origine pregreca, e quindi non decifrabile; è però molto diffusa un'interpretazione, attestata già tra gli elleni, che lo vuole composto dai termini greci ἀρι- (ari, un prefisso rafforzativo) e ἀδνός (adnòs, forma cretese di ἁγνός, agnos, "puro", "sacro", "casto"), con il significato complessivo di "castissima", "purissima".
È un nome di tradizione classica, portato nella mitologia greca da Arianna, la figlia del re di Creta Minosse e di Pasifae, che s'innamorò di Teseo e lo aiutò ad uscire dal labirinto di Cnosso dandogli un lungo gomitolo di filo; abbandonata da Teseo, venne poi sposata da Dioniso. Nonostante la provenienza pagana del nome, esso si diffuse probabilmente tra i primi cristiani grazie alla sua interpretazione tradizionale; in tempi più moderni venne popolarizzato da diverse opere teatrali e letterarie tratte dalla storia dell'Arianna mitologica.
In Italia, secondo dati raccolti negli anni Settanta, il nome era più diffuso al Nord e al Centro, specialmente in Emilia-Romagna; la sua popolarità negli anni più recenti resta alta e risulta tra il 20º e il 26º posto dei nomi più scelti per le nuove nate dal 2004 al 2017.

## Onomastico
L'onomastico ricorre il 18 settembre in ricordo di sant'Arianna, martire in Frigia durante il III secolo (il 17 secondo alcune fonti, e anche il 1º ottobre su certi calendari); il suo culto è celebrato sia nella Chiesa cattolica che nella Chiesa ortodossa. 
In alcuni antichi sinassari greci e nel Typikon della Grande Chiesa viene menzionata come santa anche l'imperatrice Ariadne, figlia di Leone I il Trace, venerata localmente a Costantinopoli, la cui memoria è collocata al 22 o al 23 agosto.

## Persone

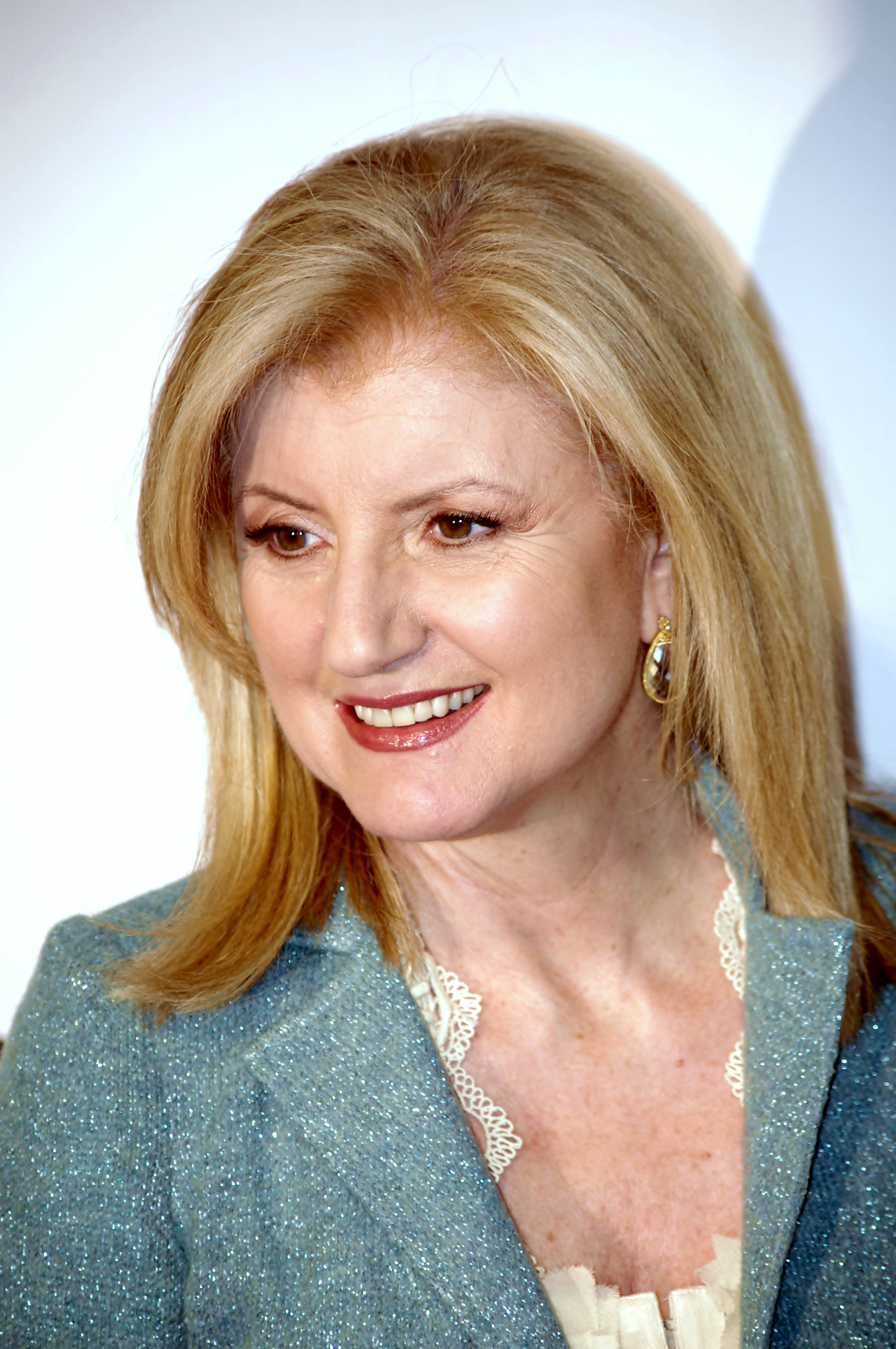
Arianna Huffington

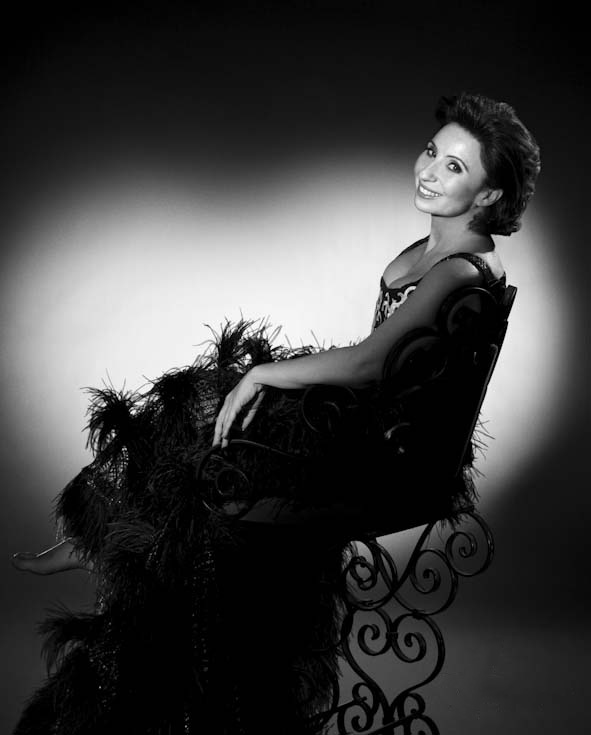
Ariane Ascaride

- Arianna Barbieri, nuotatrice italiana
- Arianna Bergamaschi, cantante, attrice teatrale e conduttrice televisiva italiana
- Arianna David, showgirl e attrice italiana
- Arianna Del Giaccio, cantante italiana nota come ARIETE
- Arianna Errigo, schermitrice italiana
- Arianna Follis, fondista italiana
- Arianna Fontana, pattinatrice di short track italiana
- Arianna Huffington, giornalista greca naturalizzata statunitense
- Arianna Lorenzi, giocatrice di curling italiana
- Arianna Savall, musicista e cantante spagnola

### Variante Ariane
- Ariane dei Paesi Bassi, principessa dei Paesi Bassi
- Ariane Ascaride, attrice e sceneggiatrice francese
- Ariane Friedrich, atleta tedesca
- Ariane Mnouchkine, regista francese
- Ariane Sherine, giornalista, drammaturga e attivista britannica

### Altre varianti
- Ariadne, imperatrice bizantina
- Arianne Caoili, scacchista australiana
- Ariana DeBose, attrice statunitense
- Aryana Engineer, attrice canadese
- Ariadna Gil, attrice spagnola
- Ariana Grande, cantante, compositrice e attrice statunitense
- Ariana Greenblatt, attrice statunitense
- Ariadna Romero, modella e attrice cubana naturalizzata italiana

## Il nome nelle arti
- Arianna è un personaggio del film del 1942 Una signora dell'Ovest, diretto da Carl Koch.
- Arianna è un personaggio del film del 2010 Inception, diretto da Christopher Nolan.
- Arianna è un personaggio del romanzo di Massimo Gramellini L'ultima riga delle favole.
- Arianne è un personaggio del film del 2010 Centurion, diretto da Neil Marshall.
- Arianna Chavasse è un personaggio del film del 1957 Arianna, diretto da Billy Wilder.
- Arianna Dell'Arti è un personaggio della serie televisiva Boris.
- Arianna Landi è un personaggio della soap opera Un posto al sole.
- Arianna l'Orso è un personaggio della serie animata The Cleveland Show.
- Arianna Mancini è un personaggio del film del 1984 College, diretto da Castellano e Pipolo.
- Arianne Martell è un personaggio della saga fantasy Cronache del ghiaccio e del fuoco, scritta da George Raymond Richard Martin.
- Ariadne Oliver è un personaggio di diversi romanzi di Agatha Christie.
- Arianna Rovere è un personaggio della miniserie televisiva Il segreto di Arianna.
- Ariana Silente è un personaggio della serie di romanzi Harry Potter, scritti da J. K. Rowling.
- Arianna Testa è un personaggio della serie televisiva Chiamatemi Giò.
- Arianna Zorzi è un personaggio del film del 1994 Perdiamoci di vista, diretto da Carlo Verdone.